# Буковец (Думбрава, Тіміш)
Буковец (рум. Bucovăț) — село у повіті Тіміш в Румунії. Входить до складу комуни Думбрава.
Село розташоване на відстані 344 км на північний захід від Бухареста, 71 км на схід від Тімішоари.

## Населення
За даними перепису населення 2002 року у селі проживали 582 особи, усі — румуни. Рідною мовою 581 особа (99,8%) назвала румунську